# COX1
COX1 (англ. Cytochrome c oxidase subunit I) – білок, який кодується однойменним геном, який у людей є частиною мітохондріальної ДНК. Довжина поліпептидного ланцюга білка становить 513 амінокислот, а молекулярна маса — 57 041.
| 10         |  | 20         |  | 30         |  | 40         |  | 50         |
| ---------- |  | ---------- |  | ---------- |  | ---------- |  | ---------- |
| MFADRWLFST |  | NHKDIGTLYL |  | LFGAWAGVLG |  | TALSLLIRAE |  | LGQPGNLLGN |
| DHIYNVIVTA |  | HAFVMIFFMV |  | MPIMIGGFGN |  | WLVPLMIGAP |  | DMAFPRMNNM |
| SFWLLPPSLL |  | LLLASAMVEA |  | GAGTGWTVYP |  | PLAGNYSHPG |  | ASVDLTIFSL |
| HLAGVSSILG |  | AINFITTIIN |  | MKPPAMTQYQ |  | TPLFVWSVLI |  | TAVLLLLSLP |
| VLAAGITMLL |  | TDRNLNTTFF |  | DPAGGGDPIL |  | YQHLFWFFGH |  | PEVYILILPG |
| FGMISHIVTY |  | YSGKKEPFGY |  | MGMVWAMMSI |  | GFLGFIVWAH |  | HMFTVGMDVD |
| TRAYFTSATM |  | IIAIPTGVKV |  | FSWLATLHGS |  | NMKWSAAVLW |  | ALGFIFLFTV |
| GGLTGIVLAN |  | SSLDIVLHDT |  | YYVVAHFHYV |  | LSMGAVFAIM |  | GGFIHWFPLF |
| SGYTLDQTYA |  | KIHFTIMFIG |  | VNLTFFPQHF |  | LGLSGMPRRY |  | SDYPDAYTTW |
| NILSSVGSFI |  | SLTAVMLMIF |  | MIWEAFASKR |  | KVLMVEEPSM |  | NLEWLYGCPP |
| PYHTFEEPVY |  | MKS        |  |            |  |            |  |            |

A: Аланін

C: Цистеїн

D: Аспарагінова кислота

E: Глутамінова кислота

F: Фенілаланін

G: Гліцин

H: Гістидин

I: Ізолейцин

K: Лізин

L: Лейцин

M: Метіонін

N: Аспарагін

P: Пролін

Q: Глутамін

R: Аргінін

S: Серин

T: Треонін

V: Валін

W: Триптофан

Кодований геном білок за функцією належить до оксидоредуктаз. 
Задіяний у таких біологічних процесах, як транспорт, транспорт електронів, дихальний ланцюг. 
Білок має сайт для зв'язування з іоном міді, іонами металів, іоном заліза, гемом. 
Локалізований у мембрані, мітохондрії, внутрішній мембрані мітохондрії.